# Hontoba
Hontoba ist ein zentralspanischer Ort und eine Gemeinde (municipio) mit 439 Einwohnern (Stand: 2024) in der Provinz Guadalajara in der Autonomen Region Kastilien-La Mancha.  Die Gemeinde gehört zur dünnbesiedelten Region der Serranía Celtibérica.

## Lage und Klima
Der ca. 730 m hoch gelegene Ort Hontoba liegt im Zentrum der Landschaft der Alcarria ca. 300 m nördlich einer Flussschleife des Tajo im Norden des Südteils der Iberischen Hochebene (meseta). Guadalajara, die Provinzhauptstadt, ist gut 40 km (Fahrtstrecke) in nordwestlicher Richtung entfernt; der sehenswerte Ort Pastrana liegt nur etwa 15 km südöstlich. Das Klima im Winter ist gemäßigt, im Sommer dagegen warm bis heiß; die eher geringen Niederschlagsmengen (ca. 455 mm/Jahr) fallen – mit Ausnahme der nahezu regenlosen Sommermonate – verteilt übers ganze Jahr.

## Bevölkerungsentwicklung
| Jahr      | 1857 | 1900 | 1950 | 2000 | 2019 |
| Einwohner | 395  | 470  | 504  | 187  | 318  |

Infolge der Mechanisierung der Landwirtschaft, der Aufgabe bäuerlicher Kleinbetriebe und des daraus resultierenden Verlusts von Arbeitsplätzen ist die Einwohnerzahl der Gemeinde seit der Mitte des 20. Jahrhunderts deutlich zurückgegangen (Landflucht). Der erneute Bevölkerungsanstieg zu Beginn des 21. Jahrhunderts ist mit der relativen Nähe zu den östlichen Städten im Großraum Madrid zu erklären.

## Wirtschaft
Die Menschen früherer Jahrhunderte lebten hauptsächlich als Selbstversorger vom Ackerbau und von der Viehwirtschaft, deren haltbare Produkte (Käse, Wurst, Tierhäute und Wolle) bei fahrenden Händlern getauscht oder verkauft werden konnten.

## Geschichte
Kelten, Römer, Westgoten und selbst die Mauren hinterließen keine verwertbaren Spuren auf dem Gemeindegebiet. In der zweiten Hälfte des 11. Jahrhunderts wurden letztere durch die Armee König Alfons VI. von León wieder aus der Region vertrieben (reconquista), der das Gebiet dem Calatravaorden übergab; anschließend begann die Phase der Wiederbesiedlung (repoblación) durch Christen aus vielen Teilen der Iberischen Halbinsel. Eine schriftliche Erwähnung des Ortsnamens aus dem Hochmittelalter ist nicht bekannt und so geht man von einer Entstehung im 12. bis 14. Jahrhundert aus. Im Jahr 1541 erwarb Doña Ana de la Cerda, die Großmutter der Prinzessin von Eboli († 1592), den Ort und sein Umland; diese blieben unter der Grundherrschaft (señorio) des Herzogtums von El Infantado und damit des Hauses Mendoza bis zum Beginn des 19. Jahrhunderts.

## Sehenswürdigkeiten
- Die ursprünglich spätromanische, im 15. Jahrhundert jedoch deutlich vergrößerte Iglesia de San Pedro ist dem Apostel Petrus geweiht. Sie  besitzt einen vierbogigen Glockengiebel (espadaña) über dem Chorbogen; zwei Bögen sind geringfügig breiter als die beiden anderen. Die halbrunde und mit einem schmalen Mittelfenster versehene Apsis wird von Säulen mit begleitenden Diensten stabilisiert. Unter Dachtraufe finden sich mehrere Konsolen, die an Balkenenden erinnern. Das Südportal der Kirche ist deutlich aufwändiger gestaltet als das schmucklose Westportal.[5]
- Auf einem abgetreppten Sockel auf dem Platz vor der Kirche steht der Nachbau einer Gerichtssäule (rollo oder picota), die eine ältere – während des Spanischen Bürgerkriegs (1936–1939) zerstörte – ersetzt hat.[6]
- Am Ortsrand befindet sich ein Brunnen mit angeschlossenem Becken.